# Nebojša Jelenković
Nebojša Jelenković (in serbo Небојша Јеленковић?; Novi Sad, 26 maggio 1978) è un ex calciatore serbo, di ruolo centrocampista.

## Palmarès

### Club

#### Competizioni nazionali
- Campionato bulgaro: 2

Liteks Loveč: 2009-10, 2010-11
- Coppa di Bulgaria: 4

Liteks Loveč: 2000-2001, 2003-2004, 2007-2008, 2008-2009